# Conacul Brătianu din Ștefănești
Conacul Brătianu din Ștefănești este un ansamblu de monumente istorice aflat pe teritoriul orașului Ștefănești.

Ansamblul este format din cinci monumente:
- Conacul Brătianu - Vila „Florica” (cod LMI AG-II-m-A-13805.01)
- Capela funerară „Nașterea Sf. Ioan Botezătorul” (cod LMI AG-II-m-A-13805.02)
- Clădiri - anexă, ulterior Stațiunea de Cercetări Viticole (cod LMI AG-II-m-A-13805.03)
- Anexe (cod LMI AG-II-m-A-13805.04)
- Parc (cod LMI AG-II-m-A-13805.05)

## Galerie

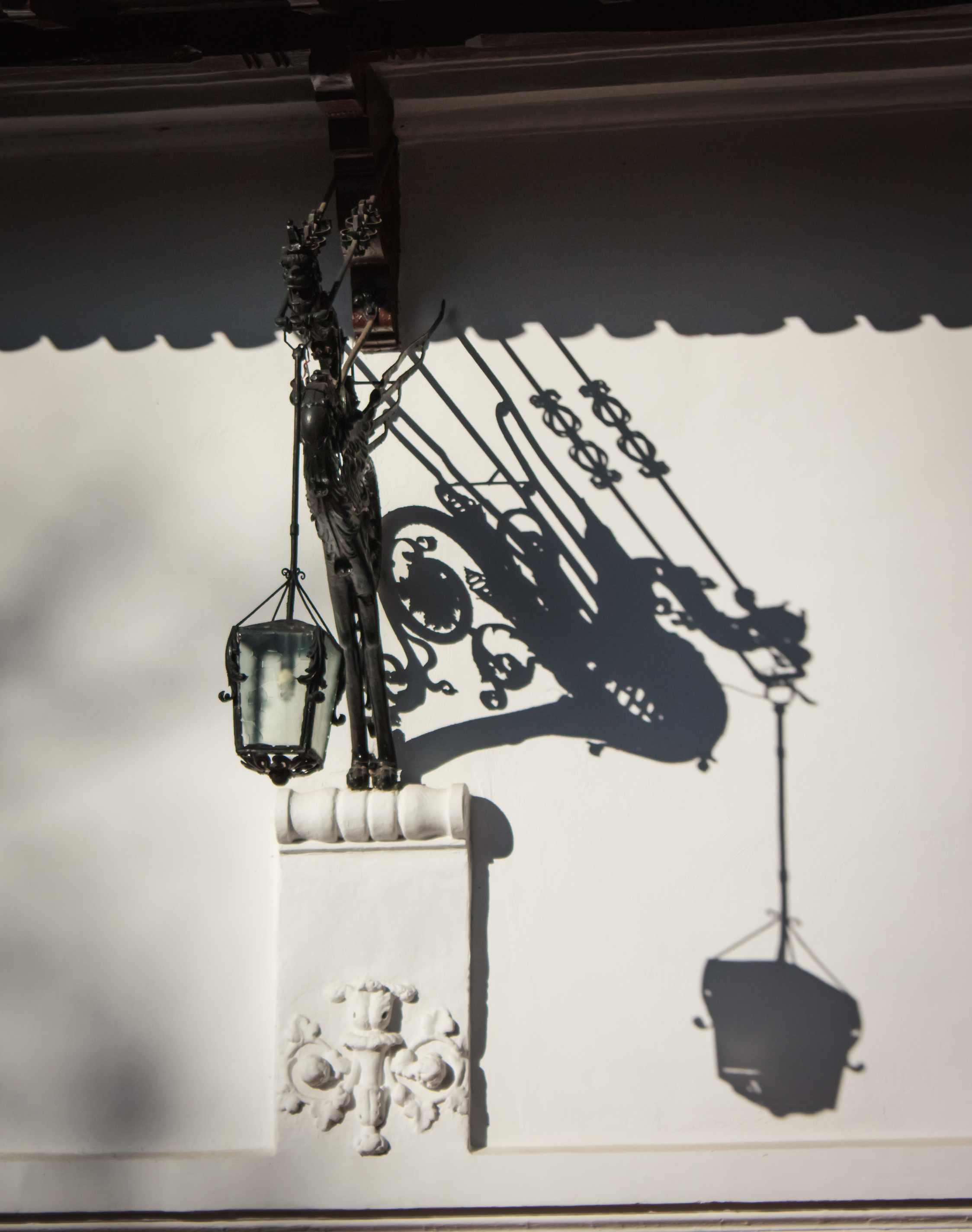
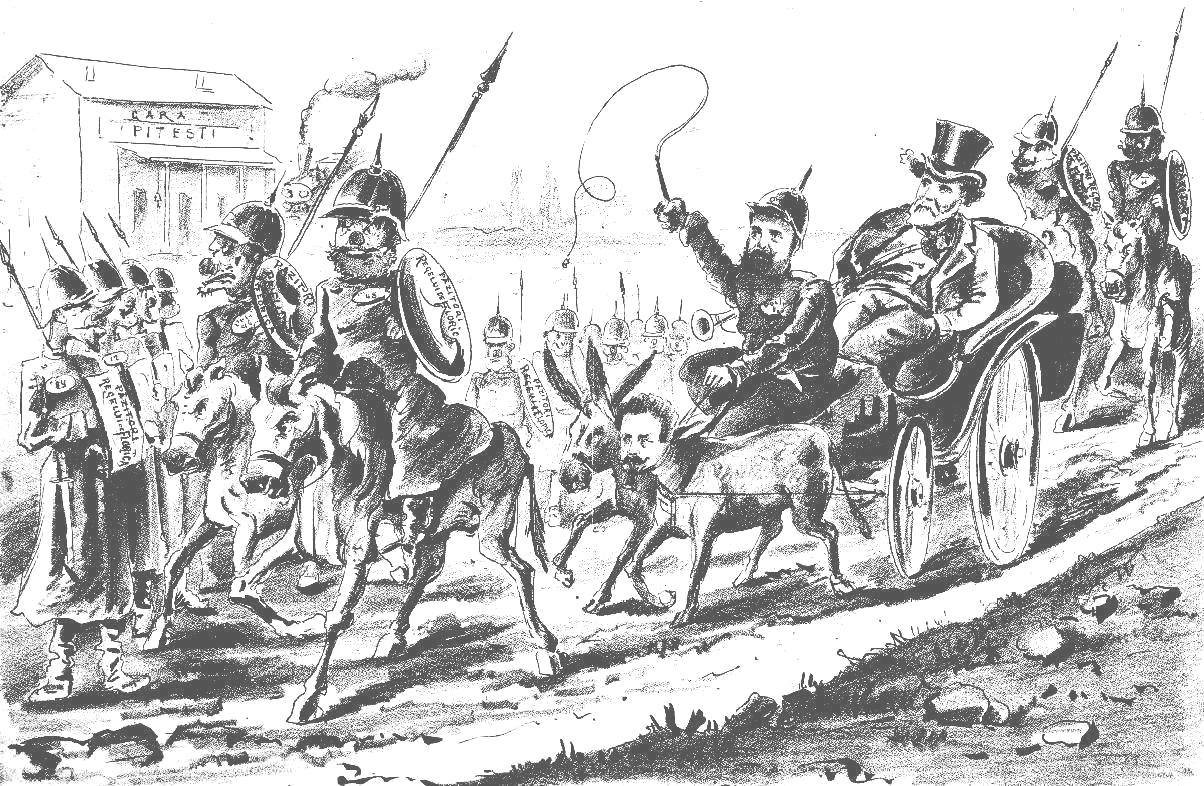
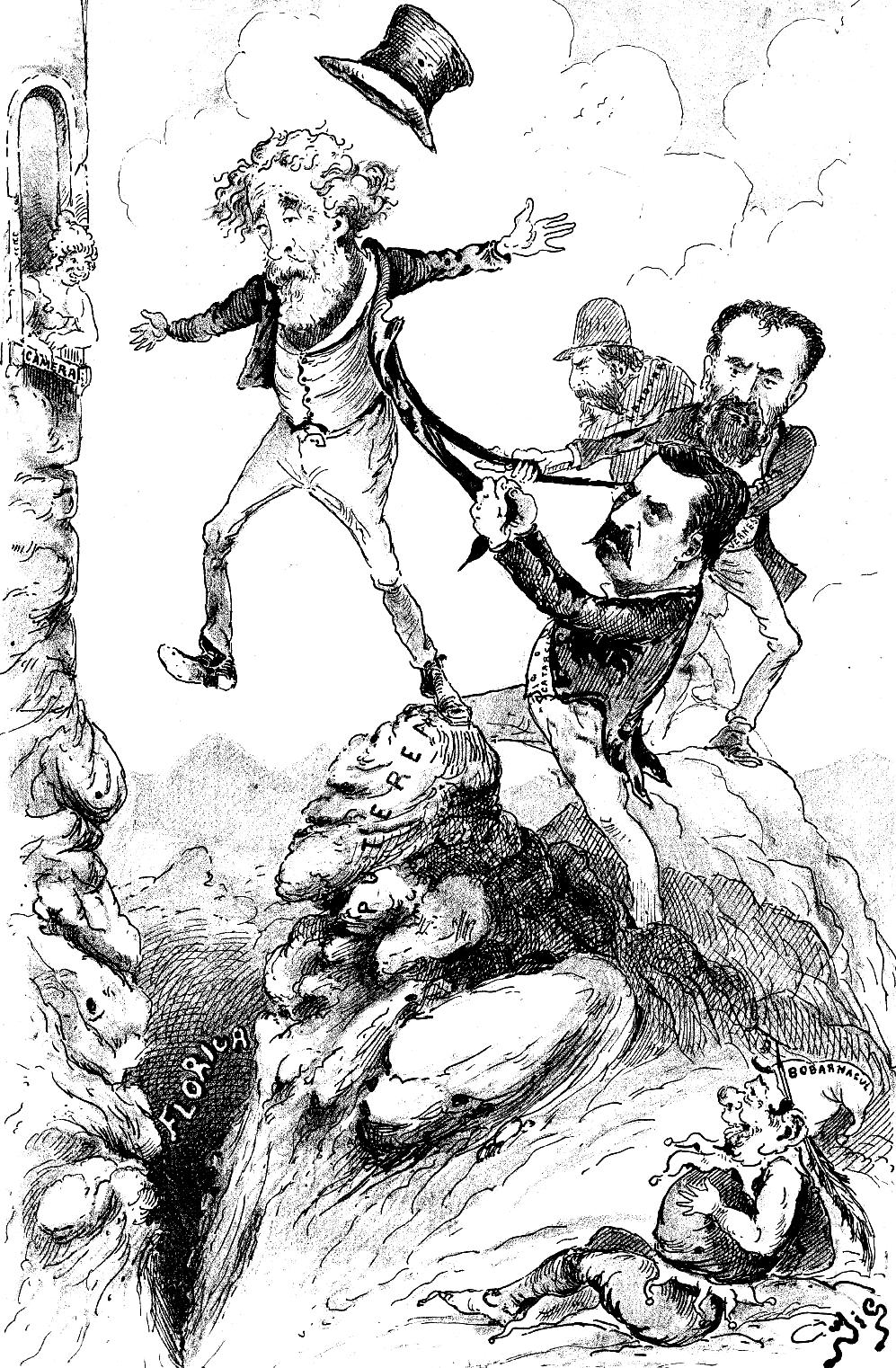
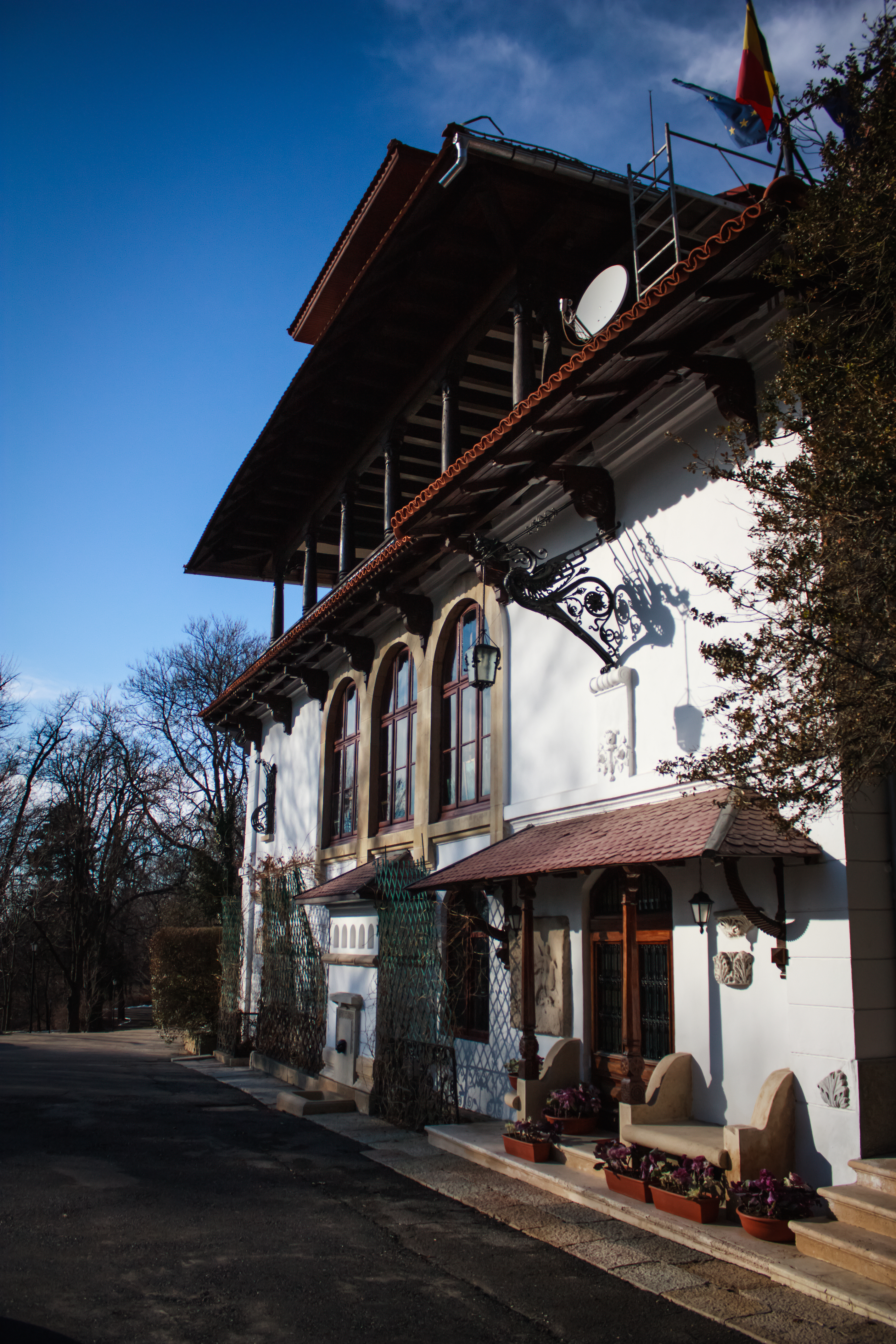